# Andrėj Lebedzeŭ
Andrėj Uladzimiravič Lebedzeŭ (in bielorusso Андрэй Уладзіміравіч Лебедзеў?; Vicebsk, 1º febbraio 1991) è un calciatore bielorusso, difensore del Naftan.

## Carriera

### Club
Ha giocato nella prima divisione dei campionati bielorusso e kazako.

### Nazionale
Ha giocato nelle nazionali giovanili bielorusse Under-20 ed Under-21.